# Dick Justice
Henry Franklin „Dick“ Justice (* 2. April 1903 in East Lynn, West Virginia, USA; † 12. September 1962 in Man, West Virginia, USA) war ein US-amerikanischer Blues- und Folkmusiker.

## Biografie
Über das Leben von Dick Justice ist wenig bekannt. Er stammte aus einer Familie, in der schottische Lieder tradiert wurden und spielte gelegentlich auf Tanz- und anderen Veranstaltungen mit anderen Musikern des Logan County (West Virginia). 1929 nahm er eine Reihe von Songs auf; er arbeitete zeitweise auch in Kohlebergwerken und hatte mehrere Kinder.
Am 20. und 21. Mai 1929 nahm Justice acht Songs für Brunswick Records in Chicago auf, von denen sechs veröffentlicht wurden: Old Black Dog, Little Lulie, Brown Skin Blues, Cocaine, Henry Lee und One Cold December Day; K.C. Brown und West Virginia wurden nicht veröffentlicht. Am 20. Mai nahm er zusätzlich vier Songs mit dem Fiddler Reese Jarvis auf: Guian Valley Waltz, Poor Girl’s Waltz, Poca River Blues und Muskrat Rag.
Justice wurde stark von afroamerikanischen Musikern beeinflusst, insbesondere von Luke Jordan, der 1927 und 1929 für Victor Records aufnahm. Cocaine von Justice ist eine Coverversion des gleichnamigen Jordan-Stücks, das zwei Jahre zuvor aufgenommen worden war. Das Lied Brown Skin Blues ist stilistisch ebenfalls vielen von Jordans Werken ähnlich, steht aber als Original von Justice für sich.
Musikalisch verwandt ist Justice mit Frank Hutchison, mit dem er Musik machte und als Bergmann im Logan County arbeitete, Bayless Rose, mit dem er häufig musizierte, und den Williamson Brothers.
2018 wurde das Grab von Dick Justice, das in Vergessenheit geraten war, von Chris Haddox in Yolin wieder aufgefunden. Justice ist neben seinem Sohn Dallas bestattet, der 1955 mit 10 Jahren nach einem Brand gestorben war.
Seine Aufnahme der traditionellen Ballade Henry Lee ist der Eröffnungstitel von Harry Smiths Anthology of American Folk Music.